# إيغيرا دي لا سييرا
بلدية إيغيرا دي لا سييرا (بالإسبانية: Higuera de la Sierra) هي بلدية تقع في مقاطعة ولبة التابعة لمنطقة أندلوسيا جنوب إسبانيا.

## الديموغرافيا
بلغ عدد سكان بلدية إيغيرا دي لا سييرا 1.407 نسمة عام 2011 (وفقاً للمعهد الوطني الإسباني للإحصاء).
| 1.291 | 1.260 | 1.262 | 1.348 | 1.392 | 1.437 | 1.407 |